# Kailarsenia tentaculata
Kailarsenia tentaculata är en måreväxtart som först beskrevs av Joseph Dalton Hooker, och fick sitt nu gällande namn av Deva D. Tirvengadum. Kailarsenia tentaculata ingår i släktet Kailarsenia och familjen måreväxter. Inga underarter finns listade i Catalogue of Life.